# Riu dels Cortals
Riu dels Cortals är ett vattendrag i Andorra. Det ligger i parroquian Encamp, i den centrala delen av landet. Den flyter samman med Riu de les Pardines och bilder Riu Aixec.